# Abdulah Sidran
Abdulah Sidran (Sarajevo, 2 de octubre de 1944-Sarajevo, 23 de marzo de 2024) fue un escritor, poeta y guionista bosnio.
Estudió lengua serbocroata y literatura yugoslava en la Facultad de la Filosofía de la Universidad de Sarajevo, y trabajó como guionista en la Televisión de Sarajevo. Fue uno de los más destacados poetas contemporáneos de Bosnia y Herzegovina, pero principalmente se le conoce por ser el guionista de las películas ¿Te acuerdas de Dolly Bell? (1981) y Papá está en viaje de negocios (1985), ambas de Emir Kusturica.
Algunas de sus obras literarias más destacadas son Šahbaza (1970), La carne y los huesos (Kost i meso, 1976) y Un féretro para Sarajevo (Sarajevski tabut, 1993). Además, es autor de varios poemarios, que se han traducido a varios idiomas.
Fue miembro de la Academia de Ciencias y Artes de Bosnia y Herzegovina (ANUBiH) y recibió durante su carrera varios premios locales e internacionales.

## Biografía y familia
Abdulah Sidran, el segundo de cuatro hijos, nació en Sarajevo (Bosnia y Herzegovina) el 2 de octubre de 1944. Sus padres eran musulmanes y de etnia bosníaca. Su padre, Mehmed (1915-1965), nació en Kiseljak y trabajó como herrero para los ferrocarriles yugoslavos, mientras que su madre, Behija (de soltera Jukić), era ama de casa. Sidran tuvo tres hermanos: Ekrem (nacido en 1942; fallecido), Nedim (nacido el 4 de febrero de 1947) y Edina (nacida en 1953). Sidran llevó el nombre de su tío paterno, un tipógrafo y compositor que murió en 1943 en el campo de concentración de Jasenovac. Los orígenes de la familia Sidran se hallan en la aldea de Biograd, cerca de Nevesinje. El abuelo paterno de Abdulah, Hasan, se instaló en Sarajevo en 1903.
Abdulah Sidran realizó toda su formación académica en su ciudad natal. Se licenció en lengua serbocroata y literatura yugoslava en la Facultad de Filosofía de la Universidad de Sarajevo. Tras finalizar sus estudios, fue durante varios años redactor jefe del periódico Naši dani ("Nuestros días") y luego, durante 10 años, profesor adjunto en la Universidad de los Trabajadores "Đuro Đaković" de Sarajevo.

## Obra
Tras la publicación de sus primeras obras a principios de la década de 1970, a partir de 1979 se dedicó exclusivamente a la literatura. Hasta 1992, fue uno de los dramaturgos de la Televisión de Sarajevo y escribió, entre otros, el guion de los telefilms Jegulje putuju u Sargasko more (1979) y Veselin Maslesa (1981).
Comenzó a trabajar en el cine en 1981 y coescribió, con Emir Kusturica, el guion de ¿Te acuerdas de Dolly Bell?, al que siguió una segunda colaboración con mismo director, en 1985, en Papá está en viaje de negocios. Entre otros guiones, coescribió con Ademir Kenović el de la película El círculo perfecto (1997).
Entre sus obras más destacadas figuran: Šahbaza, La carne y los huesos (Kost i meso), La tumba de Sarajevo (Sarajevski tabut), Por qué zozobra Venecia (Zašto tone Venecija) y varios textos líricos.
Un tema recurrente en su obra es el de las penurias que sufrió su ciudad durante el asedio.